# Ondansetrón
El Ondansetrón (DCI), es un fármaco desarrollado y comercializado por primera vez por GlaxoSmithKline como Zofran®) es un antagonista del receptor de serotonina 5-HT3, que se prescribe como profilaxis de náuseas y vómitos, en pacientes que requiere  quimioterapia y radioterapia. También es eficaz para parar los vómitos y las náuseas provocadas por la gastroenteritis.Actúa tanto en el sistema nervioso periférico como  central. El ondansetrón reduce la actividad del nervio vago, que desactiva el centro del vómito en el bulbo raquídeo, y también bloquea los receptores de serotonina en la zona gatillo quimiorreceptora. 
Tiene poco efecto sobre los vómitos causados por mareo por movimiento, y no tiene ningún efecto sobre los receptores de dopamina o receptores muscarínicos.Tampoco tiene eficacia en reducir los síntomas de náuseas y vómitos cuando ya están presentes, excepto cuando son causados por gastroenteritis.

## Historia
El Ondasetron fue investigado y patentado en 1.984 por GlaxoSmithKline como un fármaco antagonista de los receptores de serotonina 5HT3 y por esta vía prevenir la emesis inducidad por la quimioterapia y radioterapia. En 1.990 la FDA ( administaciòn de drogas y medicamentos , por sus siglas en inglés) , lo aprueba para este uso con el nombre comercial de "Zofran".
En 1991 se sustentó su eficacia para la prevención de las náuseas postoperatorias. En 1997 se aprobó la formulación con vía de administración intravenosa favoreciendo el tratamiento intrahospitalario de pacientes con problemas de tolerancia a la vía oral.
En el 2006, como resultado del vencimiento de la patente, comienza la comercialización genérica permitiendo el mayor acceso al medicamento.
El año 2012 se advierte que el Ondansetrón aumenta el riesgo de arritmias, específicamente, la prolongación del segmento QT.
Entre los años 2013-2020 algunas investigaciones demostraron su eficacia en gastroenteritis en niños y en cuidados paliativos.

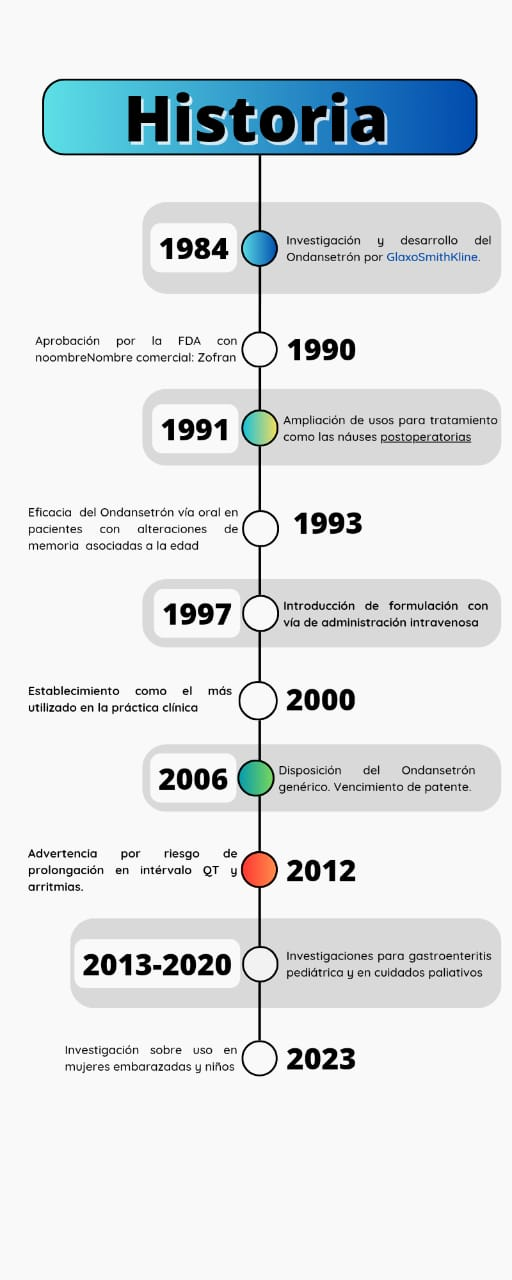
Imagen 1. Historia del Ondansetrón

## Farmacocinética
Ver farmacocinética
Vías de administración
El medicamento puede ser administrado por medias de las siguientes (ver vías de administración)
1. Vía oral: se puede encontrar como tableta, tableta de desintegración rápida, en lámina o como solución oral.[7]
2. Vía intravenosa o intramuscular.

Absorción
Ver absorción
La absorción oral logra una biodisponibilidad del  56%-71%, aumentando un 17% con alimentos, excepto con alimentos de alto contenido graso (Tmax retrasado en 1 - 1,5 horas).La biodisponibilidad se incrementa a un 85-87 %  en los pacientes con cáncer secundario a las modificaciones del metabolismo. 
 Distribución 
Ver distribución
El ondasetrón es altamente liposoluble. El pico de concentración plasmática se alcanza a las 2 horas en tabletas o en 1 hora en tabletas de absorción bucal. El 70 al 76% está unido a proteínas ( principalmente a a albúmina). El volumen de distribución Vd es de: 1.7- 3.7 L/kg , en adultos 2.2-2.5 L/kg. Se distribuye al tejido adiposos y al sistema nervoso central (SNC), donde se ha encontrado hasta un 10% de la concentración plasmática inicial en el líquido cefalorraquídeo ( LCR). El transportador llamado glicoproteína P ( Adenosine biding cassette subfamily 1 - ABCB 1) disminuye la concentraciones en el SNC. Adicionalmente, puede alcanzar concentraciones en el líquido ammniótico.
 Metabolismo y metabolitos activos 
Ver metabolismo.
En el  hígado se metaboliza tanto en fase 1 como 2. Mediante las enzimas del citocromo P-450 (fase 1), CYP1A1 CYP1A2, CYP2D6 y CYP3A4, se oxida a 8-hidroxiondansetrón (40%), 7-hidroxiondansetrón (<20%) y 6-hidroxiondansetrón (<5%). También se produce un metabolismo menor mediante N-desmetilación para producir N-desmetilondansetrón. Los metabolitos activos de ondansetrón son: 7-hidroxiondansetrón y el 8-hidroxiondansetrón. En la fase dos todos los metabolitos se conjugan con ácido glucurónico o sulfato.
Excreción
El  95 %  se excreta por vía biliar y un  5% restante se  excreta en la orina sin metabolizar. El aclaramiento oscila entre 0,381 L/h/kg y 0,262 L/h/kg, según la edad. En adultos, el aclaramiento es de 0,3515 l/h/kg. El aclaramiento por peso corporal es mayor en los niños. Sin embargo, el aclaramiento disminuye en los neonatos debido al sistema enzimático citocromo P450 subdesarrollado.

## Farmacodinamia
Mecanismo de Acción

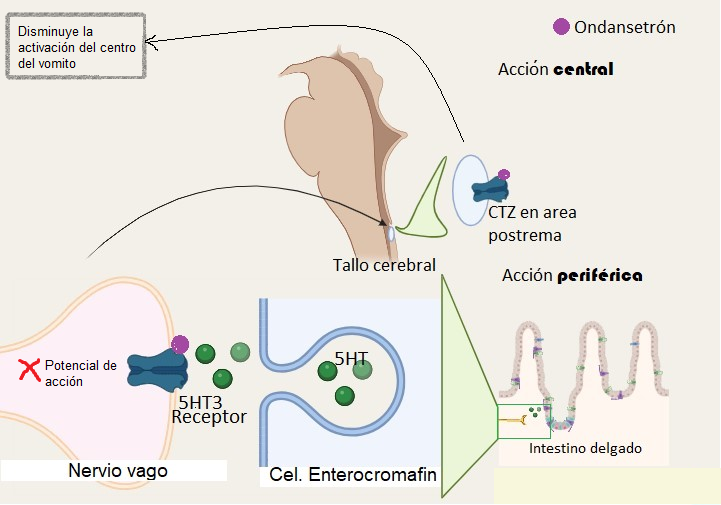
Imagen 2. Mecanismo central y periférico del Ondansetrón. Es un antagonista de los receptores 5HT3 ubicados en la terminal axonal del nervio vago (periférico) y, en las células de CTZ del área postrema (central), evitando la emesis. CTZ, Chemoreceptor Trigger Zone.

El Ondansetrón es un antagonista selectivo de los receptores 5HT3 con acción central y periférica (ver imagen 2). A nivel periférico actúa en la terminal axonal del nervio vago en el intestino delgado, lo que evita la acción de la serotonina (5HT) secretada por las células estimuladas por la quimioterapia y radioterapia. En el SNC antagoniza los receptores 5HT3 del CTZ del área postrema, lo que evita la activación del centro del vómito y, por tanto, la emesis. El control de la emesis postoperatoria o inducida por citotóxicos se puede explicar por los mecanismos anteriores, sin embargo, aún se desconoce el mecanismo de acción en el manejo de las náuseas inducidas por opioides. Tiene muy baja afinidad a los receptores dopaminérgicos. 

## Efectos farmacológicos
El principal efecto farmacológico del Ondansetrón es la reducción de las náuseas al reducir la acción de la serotonina, pues antagoniza selectivamente al receptor 5HT3.
Ver Interacción farmacológica
El ondansetrón puede interactuar con diversos fármacos, en la siguiente tabla se mencionan las interacciones más importantes y sus efectos.
| Fármacos que interaccionan con Ondansetrón | |
| Fármaco | Resultados de la interacción                                                                               |
| Apomorfina | Hipotensión y pérdida de la conciencia (evitar combinación)                                                |
| Fexinidazol Pimozida | QTc prolongado (evitar combinación)                                                                        |
| Haloperidol | QTc prolongado (monitorear terapia)                                                                        |
| Amiodarona Amisulprida Domperidona | QTc prolongado (requiere monitoreo, considerar cambiar de terapia)                                         |
| Agentes prolongadores del QT (excepto: Ajmalina; amiodarona; disopiramida; dofetilida; dronedarona; ibutilida; procainamida; quiNIDina; sotalol; vernakalant) Antiarrítmicos clase IA y III | QTc prolongado (considerar cambiar terapia)                                                                |
| Fármacos serotoninérgicos (MAOI, SSRI, SNRI, tricíclicos) Excepto: citalopram, doxepina, escitalopram, Hierba de San Juan, MDMA/éxtasis                                                     | Síndrome serotoninérgico (monitorear terapia)                                                              |
| Dibrafenib | Pueda aumentar efectos adversos del Ondansetrón (considerar modificación de la terapia)                    |
| Metformina | El Ondansetrón puede aumentar la concentración de metformina en sangre.                                    |
| Tapentadol | El ondansetrón puede disminuir el efecto analgesico del Tapetadol.                                         |
| Tramadol | Síndrome serotoninérgico y disminución de la eficacia del tramadol.                                        |
| CYP 3A4 inductores | Pueden disminuir la concentración de Ondansetrón (considerar cambio de terapia con los inductores fuertes) |

[9],[13], [14].

## Uso clínico
Las principales indicaciones del Ondansetrón son las siguientes:
Uso clínico 1
Terapia usada en postoperatorios y pacientes hospitalizados como profilaxis para náuseas y vómitos.
El Ondansetrón es más efectivo en la profilaxis de náuseas y vómitos postoperatorio, cuando es administrado al final del procedimiento quirúrgico. Tiene una dosis recomendada de 4 mg (I.V) y 8 mg (V.O) Presenta un perfil de seguridad adecuado, sin embargo, prolonga el intervalo QT, cuando se administran dosis de 16 mg.
Uso clínico 2
Náuseas y vómitos asociados a quimioterapia y radioterapia: estas terapias son utilizadas de manera concomitante en la mayoría de las ocasiones e inducen náuseas y vómitos de manera conjunta o individual. La incidencia y severidad de las náuseas y vómitos se relaciona con el sitio, el tamaño y la dosis de la radiación. El uso del Ondansetrón permiten el control del vómito mediante una única dosis, previo a la radioterapia o quimioterapia.[15]
El vómito inducido por quimioterapia se clasifica en tres categorías:
Alto riesgo de emesis (>90%), se recomiendan los medicamentos: antagonista de NK1R, Ondansetrón, dexametasona y olanzapina.
Moderadamente emesis (>30%-90%), antagonista de NK1R, Ondansetrón y dexametasona.
Bajo riesgo de emesis (<10%), se sugiere tratamiento con Ondansetrón o dexametasona.

## Otros usos
El Ondansetrón se ha utilizado para abordar diversas indicaciones psiquiátricas (TOC, trastornos del consumo de alcohol, bulimia nerviosa, esquizofrenia, trastorno del pánico) y neuronales (Síndrome de Tourette, discinesia tardía, psicosis de la enfermedad del Párkinson, Alzheimer) aunque faltan más estudios que aprueben su eficacia.
Adicionalmente, se ha utilizado para tratar el vómito secundario a gastroenteritis en niños; al igual que  para controlar la hiperémesis gravídica , puesto que se asocia a  un aumento del estrés materno y una disminución de la calidad de vida y, en raras ocasiones, pueden provocar encefalopatía de Wernicke, hiponatremia, desnutrición y otras deficiencias vitamínicas. 
Con respecto a la terapia intravenosa hospitalaria para la hiperémesis gravídica, ningún estudio ha informado sobre la teratogenicidad del Ondansetrón intravenoso.
| Reacciones adversas a ondasentrón |                 | |
| Sistema implicado                 | Grupo CIOSM     | Tipo de reacción |
| Sistema nervioso                  | Muy frecuentes  | Cefalea y mareo |
| Sistema nervioso                  | Frecuentes      | Ansiedad y somnolencia |
| Sistema nervioso                  | Poco frecuentes | Se han observado trastornos de movimientos involuntarios como reacciones extrapiramidales, por ejemplo crisis oculógiras o reacciones distónicas, sin pruebas definitivas de secuelas clínicas |
| Sistema nervioso                  | Raros           | Parestesias y sensaciòn de frío |
| Sistema nervioso                  | Muy raro        | Convulsiones, ceguera temporal, hiperreflexia, síndrome serotoninérgico |

| Sistema implicado        | Grupo CIOSM     | Tipo de reacción       |
| Sistema gastrointestinal | Muy frecuentes  | Constipación           |
| Sistema gastrointestinal | Frecuentes      | Diarrea                |
| Sistema gastrointestinal | Poco frecuentes | Hipo                   |
| Sistema gastrointestinal | Raros           | Obstrucciòn intestinal |
| Sistema gastrointestinal | Muy raro        | No aplica              |

| Sistema implicado      | Grupo CIOSM     | Tipo de reacción                          |
| Sistema cardiovascular | Muy frecuentes  | No aplica                                 |
| Sistema cardiovascular | Frecuentes      | No aplica                                 |
| Sistema cardiovascular | Poco frecuentes | Hipotensión                               |
| Sistema cardiovascular | Raros           | QTc prolongado, arritmias, dolor de pecho |
| Sistema cardiovascular | Muy raro        | Broncoespasmo disnea                      |

## Contraindicaciones
- Pacientes con hipersensibilidad al Ondansetrón y/o componentes de la formulación.
- Co-administración con apomorfina.
- Pacientes con síndrome de QT prolongado congénito.[14]
- En embarazo es categoría B1, los estudios en animales no han demostrado efectos adversos sobre el feto, pero no hay estudios clínicos adecuados y bien controlados hechos en embarazadas. Puede emplearse con vigilancia médica. (EUA)
- El Ondansentrón logra pasar a la leche materna, sin embargo, no alcanza concentraciones elevadas y está indicado durante y después de la cesárea sin efectos en la lactancia reportados. Por lo tanto, no se requiere precauciones especiales.

## Sobredosis y toxicidad
La sobredosis puede causar ataxia, constipación, fiebre, convulsiones, hipotensión, bloqueo atrioventricular de segundo grado, prolongación del QT, hepatotoxicidad y síndrome serotoninérgico, sin embargo, hay muy pocos casos reportados de intoxicación con Ondansetrón por su buen perfil de seguridad. El tratamiento es de soporte, controlando las convulsiones, asegurando vía área y la paliación de los síntomas. No hay antídoto específico para este fármaco. 

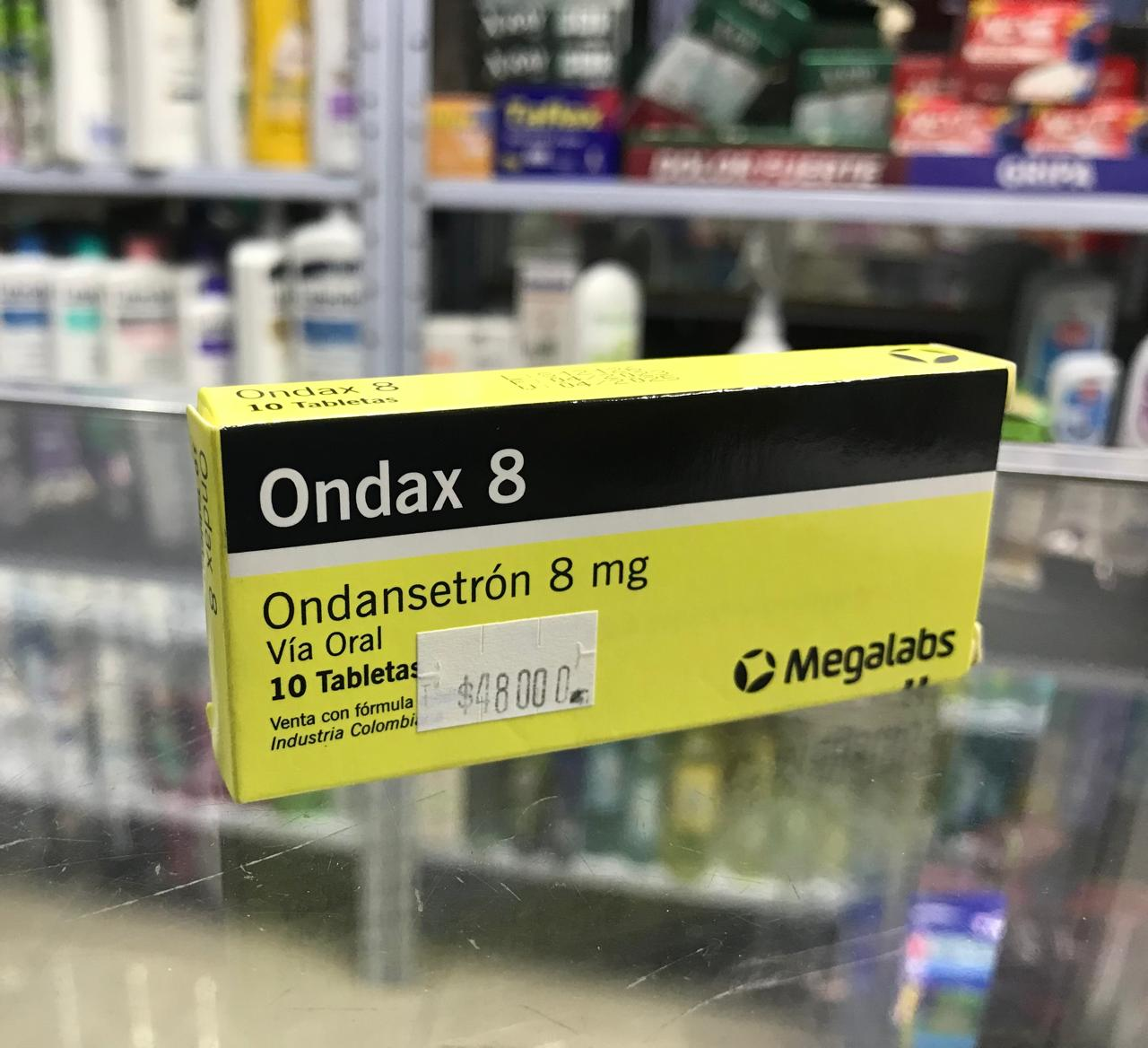
Imagen 3. Presentación en tabletas orales comercializadas bajo el nombre de Ondax 8 mg por Megalabs laboratorios.

Ver Forma galénica y formas farmaceuticas.
Via oral
Tableta de 4-8 mg (4 mg para pacientes de 4-11 años y 8 mg para mayores de 12 años). Los principales excipientes son cloruro de sodio, citrato de sodio dihidrato y ácido cítrico monohidrato. En Colombia se comercializa bajo el nombre de Ondax (ver imagen 3), Oncoemet, Vonau Flash. [18]
Otras dos formas farmacéuticas no disponibles en Colombia son:
- Tabletas orales solubles: administrar inmediatamente en la lengua y se desintegrará enseguida, deglutir con saliva; no se requiere líquido.
- Película oral soluble: colocar película inmediatamente en la lengua. Se disuelve de 4 a 20 segundos. Deglutir con saliva, no es necesario líquido; cuando se necesita más de una película para cumplir con la dosis total (16mg o 24 mg), dejar que cada película se disuelva.Imagen 4. Presentación en ampolla solución inyectable 8 mg/4ml por Corpaul laboratorios.

Via parenteral

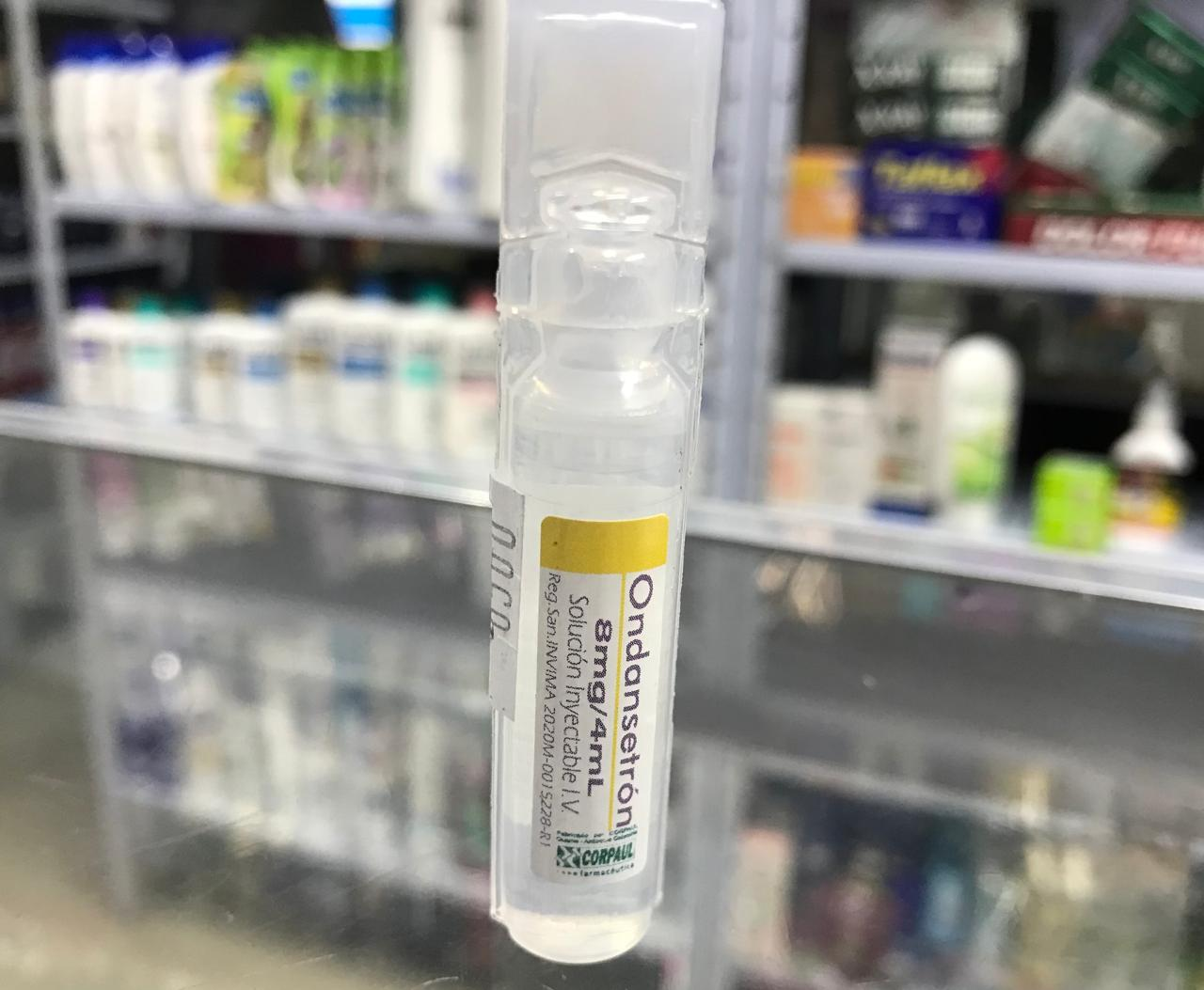
Imagen 4. Presentación en ampolla solución inyectable 8 mg/4ml por Corpaul laboratorios.

En solución inyectable de 4 mg/2 ml y 8 mg/4 ml. Los excipientes son los mismos que la de tabletas a excepción del agua. Se comercializa bajo el nombre de Ondax. (ver imagen 4)  

## Uso veterinario
Este medicamento es efectivo para la profilaxis de las emesis asociadas con quimioterapia tanto en perros como en gatos. También siendo útiles para vómitos refractarios en gatos hospitalizados con pancreatitis, lipidosis hepática felina, enfermedad inflamatoria intestinal grave, neoplasia gastrointestinal y colangitis. Adicionalmente, es utilizado en perros con disfunciones del sistema vestibular.
Ondansetrón está disponible en presentaciones de 2 mg/ml inyectables, comprimidos de 4 mg  y una solución oral (4 mg por 5 ml) para uso veterinario.